# 양동대성헌
양동대성헌(良洞對聖軒)은 대한민국 경상북도 경주시 강동면 양동리에 있는 건축물이다. 1982년 2월 24일 경상북도의 민속문화재 제34호로 지정되었다.

## 지정 사유
높은 언덕에 위치하고 있는 집으로 18세기 중엽에 지었으며 안채, 사랑채, 행랑채로 구성되어 있다. ㄱ자형의 안채와 一자형의 사랑채, 행랑채가 모여 있어서 전체적으로 ㅁ자를 이루고 있다.
안채는 안쪽 꺾이는 곳에 긴 부엌이 있고 오른쪽에 안방과 대청이 있으며, 옆으로 건넌방이 있다. 전체적으로 툇마루를 깔아 대청과 연결하고 있다. 사랑채는 다른 건물보다 높은 곳에 배치되어 있으며, ‘대성헌’이라는 현판이 달린 대청과 2칸의 사랑방이 있다. ‘대성헌’이란 성주산을 대하고 있다는 뜻이며, 전면에는 반칸폭의 툇마루를 달았다. 행랑채는 대문과 방 그리고 가축을 기르는 곳으로 이루어져 있다.
이 집의 안채와 사랑채, 행랑채는 모두 담으로 구분되어 있다. 특히 사랑채의 대청 앞에는 2칸에 8짝문을 샛기둥 없이 달아 4짝씩 접어 올리게 하였는데 이것은 다른 건물에서 보기 드문 특이한 구성으로 눈길을 끈다.

## 지정 내역
| 번호   | 사진 | 명칭            | 소재지                        | 관리자 (단체) | 지정일               | 참조 |
| 34-1호 |      | 안채 (안채)     | 경북 경주시 강동면 양동리 183 | 이동호        | 1982년 2월 24일 지정 |      |
| 34-2호 |      | 사랑채 (사랑채) | 경북 경주시 강동면 양동리 183 | 이동호        | 1982년 2월 24일 지정 |      |
| 34-3호 |      | 행랑채 (행랑채) | 경북 경주시 강동면 양동리 183 | 이동호        | 1982년 2월 24일 지정 |      |

## 참고 자료
- 양동대성헌 - 국가유산청 국가유산포털